# Maironis
Maironis (né Jonas Mačiulis, polonais : Jan Maculewicz; 2 novembre 1862 - 28 juin 1932) est un prêtre catholique lituanien et le plus grand et le plus connu des poètes lituaniens, en particulier de la période de l'interdiction de la presse lituanienne . Il est appelé le barde du renouveau national lituanien (Tautinio atgimimo dainius).
Dans sa poésie, il exprime les aspirations nationales du renouveau national lituanien et est très influent dans la société et la poésie lituaniennes. L'école maironienne de la Littérature lituanienne porte son nom.

## Biographie

### Premières années
Jonas Maciulis est né dans le domaine de Pasandravys (lt), Comté de Šiluvos (lt) en Lituanie occupée par la Russie le 2 novembre 1862. Les parents de Maironis sont des paysans libres qui entretiennent des relations étroites avec la noblesse lituanienne polonisée. Un tel environnement social forme la base de la personnalité de Maironis, conduisant à sa religiosité profonde et à sa fidélité à la tradition, libre d'influences athées ou libérales. Socialement, Maironis n'est pas impliqué dans les tensions entre les nobles et les paysans, les riches et les pauvres, et n'est un représentant d'aucun côté. Maironis est élevé avec une base solide dans la culture rurale lituanienne et est ouvert à l'influence de toute culture à condition qu'elle ne contredise pas l'amour de Maironis pour sa terre, son peuple, son passé et ses traditions.

### Carrière ecclésiastique et académique
Pendant la période 1873-1883, Maironis étudie dans le lycée de Kaunas. En sixième classe, il commence à écrire des vers en polonais. En 1883, il entre à l'Université de Kiev pour étudier la littérature . Il n'y reste que pendant un seul semestre. Il quitte l'université n'étant pas satisfait des cours et du fait que les positions des étudiants envers la religion lui soient étrangères. Maironis retourne à Kaunas en 1884 et entre au séminaire de Kaunas restant jusqu'en 1888 . Au séminaire, la culture lituanienne et l'usage de la langue lituanienne sont encouragés par le prêtre, alors évêque auxiliaire, Antanas Baranauskas. Cela influence Maironis à pencher en faveur de la lituanienité et à créer de l'art dans la langue lituanienne.
En 1888-1892, Maironis étudie à l'Académie théologique catholique romaine de Saint-Pétersbourg, où il étudie principalement la théologie morale et pour son ouvrage De iustitia et jure, il obtient une maîtrise. En 1891, Maironis est ordonné prêtre. À partir de 1892 à 1894, il est professeur dans le Séminaire de Kaunas, où il enseigne la théologie dogmatique et le Catéchisme.

#### A Saint Petersbourg
De 1894 à 1909, il est professeur de théologie à l'Académie théologique catholique de Saint-Pétersbourg et est nommé inspecteur académique en 1900 . Pendant quelques années, il est également préfet et directeur spirituel. En 1903, il devient docteur de Théologie. Dans l'Académie, le Département de Sociologie est établi à l'insistance de Maironis. Vers 1900, Maironis est l'un des fondateurs de l'Union lituanienne de restauration des droits linguistiques (lituanien : Lietuvių kalbos teisių atkūrimo sąjunga).
La présence de Maironis dans le milieu universitaire a une influence indirecte sur la culture lituanienne à Saint-Pétersbourg, car la présence d'un poète lituanien dans les fonctions d'inspecteur provoque une fierté patriotique parmi les étudiants lituaniens et permet l'arrivée de plus de Lituaniens comme enseignants. De plus, cela permet à Maironis de soutenir avec autorité les travaux des Lituaniens dans la capitale impériale russe, par exemple, le journal lituanien Lietuvių laikraštis d'Antanas Smilga (lt). Ce journal est le premier journal lituanien imprimé légalement dans l'Empire russe après la fin de l'interdiction de la presse lituanienne en 1904. En 1905, Maironis est membre de la Commission formée par le ministre de l'Éducation de l'Empire russe pour préparer un programme de langue lituanienne pour les écoles lituaniennes. Avec d'autres, il prépare un projet de programme du Parti chrétien-démocrate pour le Grand Seimas de Vilnius de 1905.

#### En Lituanie
Depuis 1908, Maironis est membre de la Société Scientifique Lituanienne à Vilnius. En 1909, il est invité comme recteur du séminaire de Kaunas. Dans son premier discours public, il s'exprime en lituanien, rompant avec la tradition de parler en latin ou en polonais. C'est un moment décisif pour la lituanienité au séminaire. En dehors du séminaire, Maironis permet de montrer que les Lituaniens ont leurs propres hautes figures ecclésiastiques intellectuelles, car Maironis est chanoine honoraire de Moguilev depuis 1902 et plus tard aussi le prélat de la chapitre samogitien à partir de 1912 . Il aide les organisations culturelles catholiques lituaniennes en leur permettant d'établir leur siège dans l'ancien Pacų rūmai (Didžioji g.) (lt), que Maironis a acheté. Maironis reste le recteur du séminaire jusqu'à sa mort en 1932, sauf quand le séminaire est fermé pendant la Première Guerre mondiale. Maironis ne quitte Kaunas que pendant de courtes pauses pendant l'été lorsqu'il va à Palanga ou lorsque le séminaire est fermé pendant la Première Guerre mondiale.

### Première Guerre mondiale
Pendant la Première Guerre mondiale, Maironis vit dans plusieurs endroits tels que Krekenava, Upytė . Il voyage avec la délégation lituanienne à la Conférence de Berne en 1917, qui est une des conférences lituaniennes pendant la Première Guerre mondiale .

### Entre-deux-guerres
Maironis se réjouit du rétablissement de l'indépendance lituanienne, mais il est déçu de certains mouvements sociaux dont il est témoin avec la vague rebelle qui suit l'indépendance. Il désapprouve la Réforme foncière en Lituanie (lt) de l'Entre-deux-guerres en Lituanie car c'est contraire à son conservatisme social. À cet égard, les Tautininkai sont plus proches de lui que les chrétiens-démocrates. Évitant d'être publiquement exposé, Maironis préfère fréquenter les cercles d'artistes intellectuels, où la poésie, le chant et la musique prédominent.
En 1922, Maironis est élu professeur de théologie morale à la faculté de théologie-philosophie de la nouvelle université de Lituanie. Pendant une courte période, il donne des cours sur la littérature générale et lituanienne. Plus tard cette année-là, Maironis est élu professeur honoraire de l'Université de Lituanie le 15 décembre 1922. Une décennie plus tard, la même institution lui décerne le diplôme de docteur honoraire en littérature le 29 janvier 1932.

### l'Œuvre littéraire
Maironis écrit de nombreux poèmes. Certains d'entre eux sont contenus dans son recueil de poèmes le plus célèbre, Pavasario balsai (Les Voix du Printemps). Les œuvres de Maironis comprennent également : des poèmes Lietuva (1888), Tarp skausmų do garbę (1893), Znad Biruty (1904), Jaunoji Lietuva (1907), Raseinių Magdė (1909), Naše vargai (1913), trois drames historiques : Kęstučio mirtis (1921), Vytautas pas kryžiuočius (1925), Didysis Vytautas - Karalius (1930), ainsi que des travaux dans les domaines de la théologie, de l'histoire (Apsakymai apie Lietuvos praeiga, 1886), de la sociologie, de la littérature et des textes journalistiques. Znad Biruty est la seule œuvre survivante de Maironis écrite en polonais.

## Mort et héritage

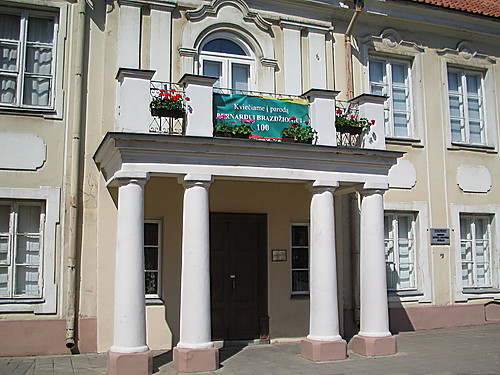
l'ancienne maison de Maironis ; maintenant le musée de la littérature lituanienne Maironis à Kaunas

Il est mort à Kaunas en 1932, âgé de 69 ans. Il est enterré dans un monument funéraire construit à l'extérieur de la Cathédrale Saint-Pierre-et-Saint-Paul de Kaunas. Il choisit personnellement la phrase sur sa tombe (" Kaip man gaila to balto senelio... ", qui signifie "Comme je suis désolé pour ce grand-père blanc ...") de son poème Raseinių Magdė..
Son ancienne maison à Kaunas est aujourd'hui le musée de la littérature lituanienne Maironis.